# Khaemwaset (dinastia XVIII)
Khaemwaset (Ḫˁ-m-wȝs.t, "El que va aparèixer a Tebes") va ser un príncep egipci de la dinastia XVIII. És probable que fos fill del faraó Amenofis II.
S'esmenta en dos grafitis juntament amb el nom del tron d'Amenofis II. Porta el títol de "Supervisor del bestiar", que era un títol rar per a un príncep.
Durant les seves excavacions de Kafr el-Batran als peus de la necròpolis de Guiza, Gaston Maspero va descobrir tombes del Nou Regne, inclosa la descoberta per Luigi Vassalli1 el 1870 i probablement destruïda a la dècada de 1880, d'un personatge anomenat Khaemwaset; aquesta tomba es va atribuir immediatament. al famós príncep Khaemwaset, fill de Ramsès II. Tanmateix, la relativa modèstia d'aquest sepulcre, tot i que alguns dels seus relleus són de gran qualitat, i la seva datació més aviat indiquen un enterrament de la dinastia XVIII. Set relleus que pertanyen a la tomba de Khaemwaset i la seva família, actualment es troben al Museu del Caire.